# Innate Pharma
Pour les articles homonymes, voir Innate (homonymie).
Innate Pharma est une entreprise française biopharmaceutique créée en 1999 et basée dans le quartier de Luminy à Marseille. Elle officie dans le domaine de l'oncologie, la spécialité médicale liée au cancer. Elle est cotée à la bourse de Paris et au NASDAQ.

## Activités
La société est spécialisée dans la recherche de traitement des cancers par l'immunothérapie,. Son approche originale est de faire appel aux lymphocytes tueurs naturels NK plutôt qu'aux lymphocytes T.
À la suite de performances encourageantes, Innate Pharma a pu signer des contrats avec des groupes pharmaceutiques tels qu'AstraZeneca, Sanofi, Bristol-Myers Squibb dans le domaine du cancer ou Novo Nordisk A/S.

## Produits en développement
La société dispose d'un portefeuille de 8 produits en phases de développement clinique, dont : 
- Lacutamab (IPH4102) pour le traitement des lymphomes T cutanés (syndrome de Sézary), qui a obtenu le statut PRIME de l'Agence européenne des médicaments en novembre 2020.

La société estime que Lacutamab a un potentiel contre tous les lymphomes T cutanés en rechute ou réfractaires exprimant KIR3DL2, notamment mycosis fongoïde, et mène de nouveaux essais cliniques de phase 2,.
- Monalizumab (IPH2201) : ce produit est déjà, depuis 2018, sous licence par AstraZeneca pour certaines indications. Il fait l'objet d'essais cliniques pour le traitement des cancers :
  - - en phase 3 contre le cancer du poumon non à petites cellules de stade 3 non opérable.
  - - plusieurs essais cliniques de phase 2.

## Accords avec Sanofi
La société a des accords avec Sanofi concernant plusieurs molécules issues de la plateforme technologique ANKET pour créer des anticorps multispécifiques contre le cancer. 
En décembre 2022, Innate Pharma annonce un nouvel accord important avec Sanofi, permettant à cette société d'accéder à sa plateforme ANKET pour un projet oncologique contre la cible B7-H3 et 2 autres cibles, moyennement des paiements et redevances.

## Principaux actionnaires
Au 25 avril 2025 :
| Novo Nordisk A/S         | 10,65% |
| Sanofi-Aventis           | 9,05%  |
| MedImmune/AstraZeneca    | 8,12%  |
| Bpifrance Participations | 6,93%  |

## Bourse
Innate Pharma est introduit en bourse en 2006. 
En octobre 2019, Innate Pharma se cote au NASDAQ Global Select Market en levant 70 millions d'euros.  